# Alain Daniélou - Il labirinto di una vita
Alain Daniélou - Il labirinto di una vita è un film documentario del 2017 diretto da Riccardo Biadene. È stato presentato in anteprima mondiale al festival svizzero Visions du Réel e in anteprima italiana al Biografilm Festival.

## Trama
Anni trenta. Una coppia di francesi, il musicologo Alain Daniélou e il suo compagno, il fotografo Raymond Burnier, vengono affascinati dall'India durante un viaggio, e decidono di trasferirsi prima in Bengala e poi nel palazzo di Rewa. Daniélou studia la cultura indiana e incontra artisti e intellettuali come  Jawaharlal Nehru, Jean Renoir, Cecil Beaton, Eleanor Roosevelt e Roberto Rossellini.

## Distribuzione
Il film è stato inoltre selezionato al Ravenna Festival, Summermela Film Festival (Roma), River Film Festival (Padova), Sole Luna Doc-film Festival (Palermo e Treviso), Festival del film etnomusicale (Firenze).

## Critica
È la visione complessa e articolata della metodologia di Daniélou, illuminato musicologo con l’attitudine a far circolare la bellezza nel mondo [...], che viene raccontata nel complesso e bel documentario di Riccardo Biadene [...]. Il flusso narrativo è travolgente, le foto, le statue erotiche dei templi indù, il Gange, l’umanità speciale, il senso di un tempo che non c’è più, la magia delle prime volte, tutto questo sommerge e disarma da resistenze western lo spettatore, coinvolto in prima persona in una immersione da capogiro nel labirinto di una vita (titolo dell’auto-biografia di Alain Daniélou). 
(Fabiana Sargentini, Close-Up)
[...] il documentario del regista veneziano Riccardo Biadene ha senz'altro i canoni dell’eccezionalità. Perché eccezionale è la vita che racconta, innanzitutto, ma anche perché la confezione dell’opera va oltre gli standard abituali di un simile prodotto, abbinando l’ottima ricerca dei materiali di repertorio al delicato lirismo delle immagini girate per l’occasione.
 
(Stefano Coccia, Cineclandestino)